# Стінс
Стінс (нід. Stiens) — село в нідерландській провінції Фрисландія. Входить до муніципалітету Леуварден.
Його площа становить 18,07км², а населення станом на 2021 рік складало 7 695 осіб.
Перша згадка про населений пункт датується 13-им сторіччям.

## Галерея

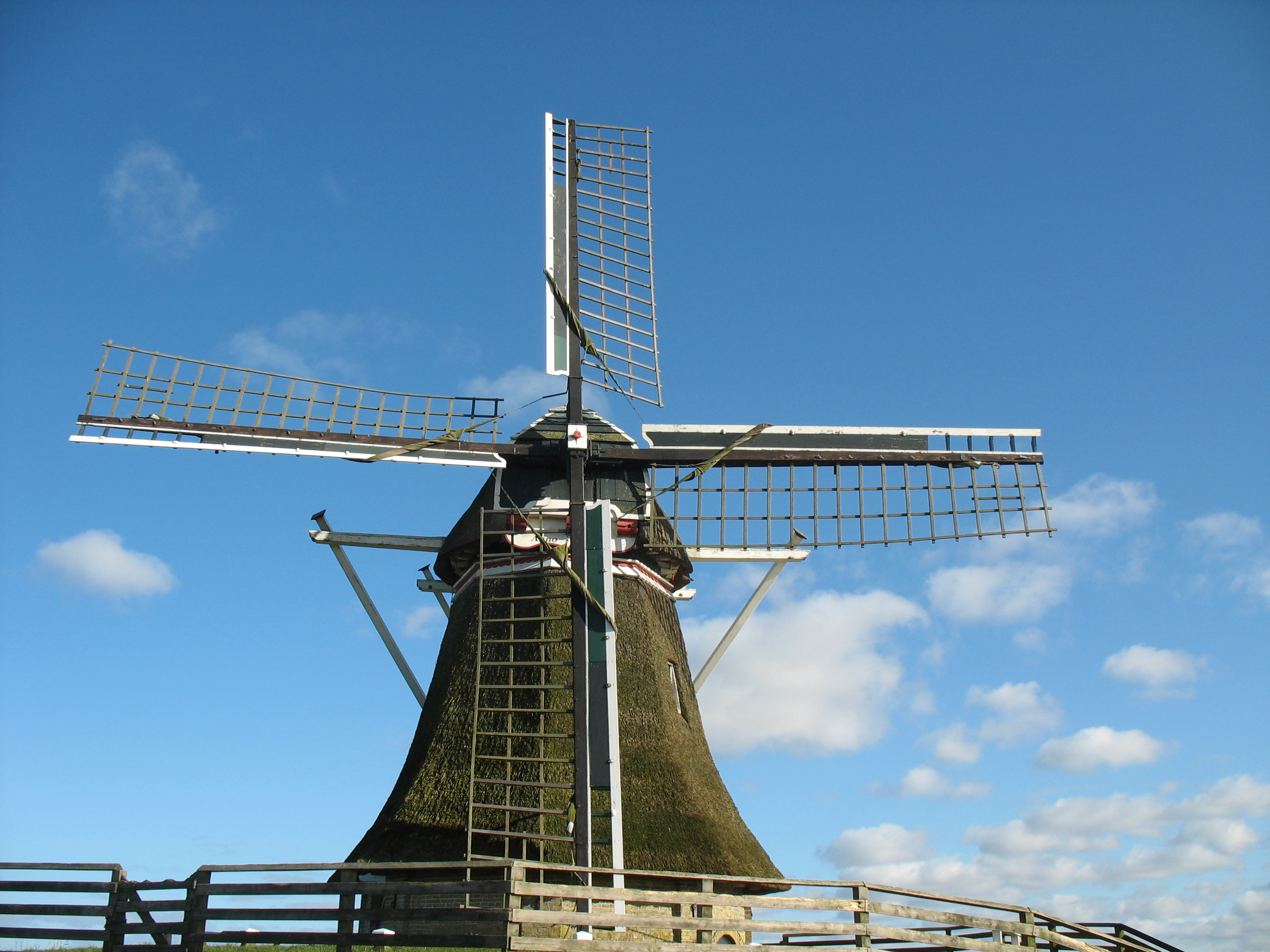
Вітряк у селі
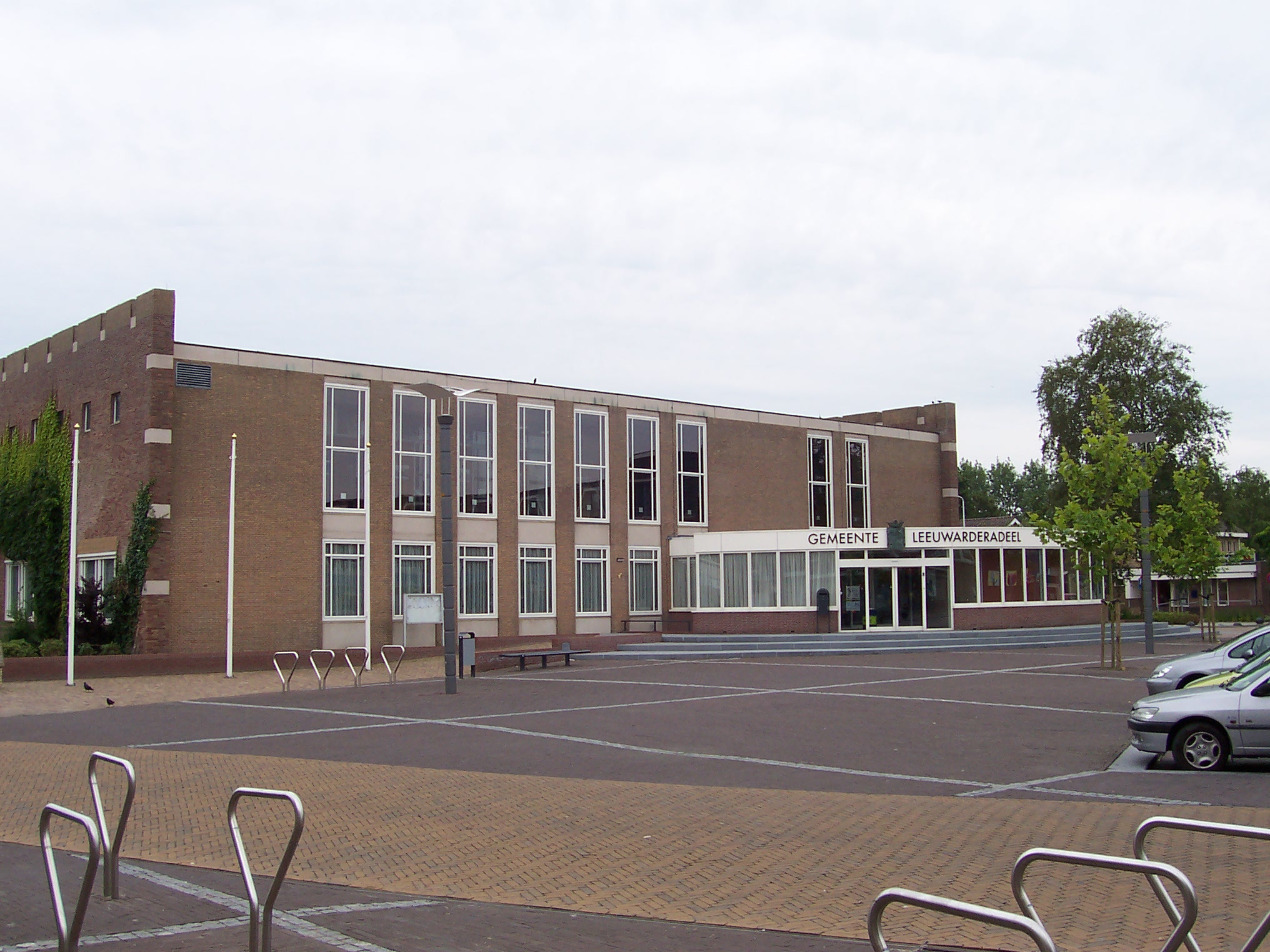
Будівля колишньої мерії
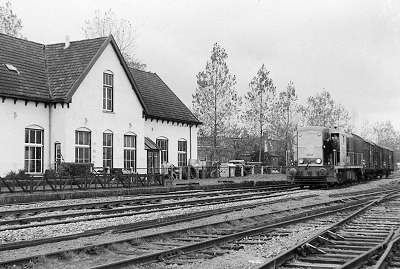
Будівля колишньої залізничної станції (1974)
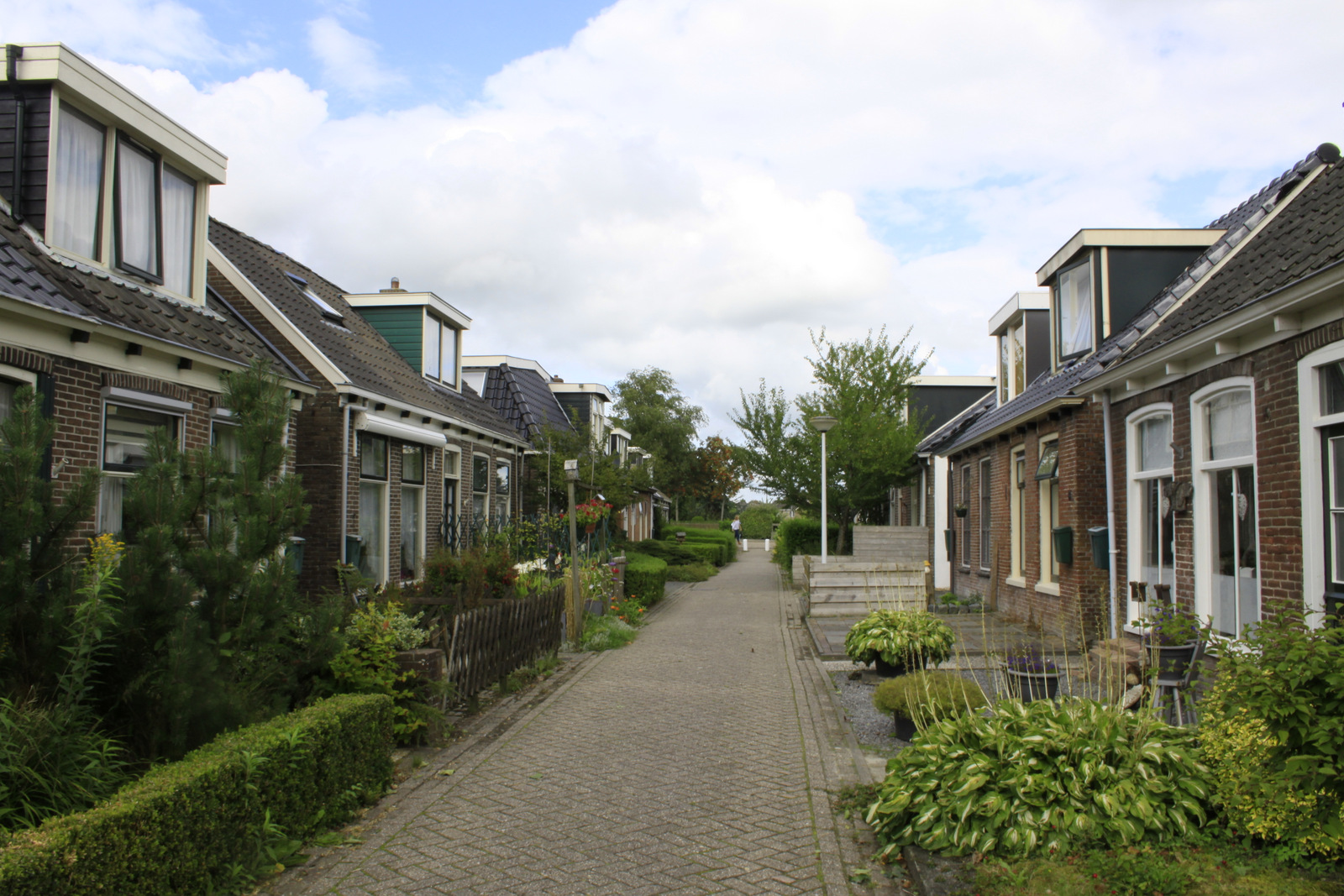
Вулиця Стінса
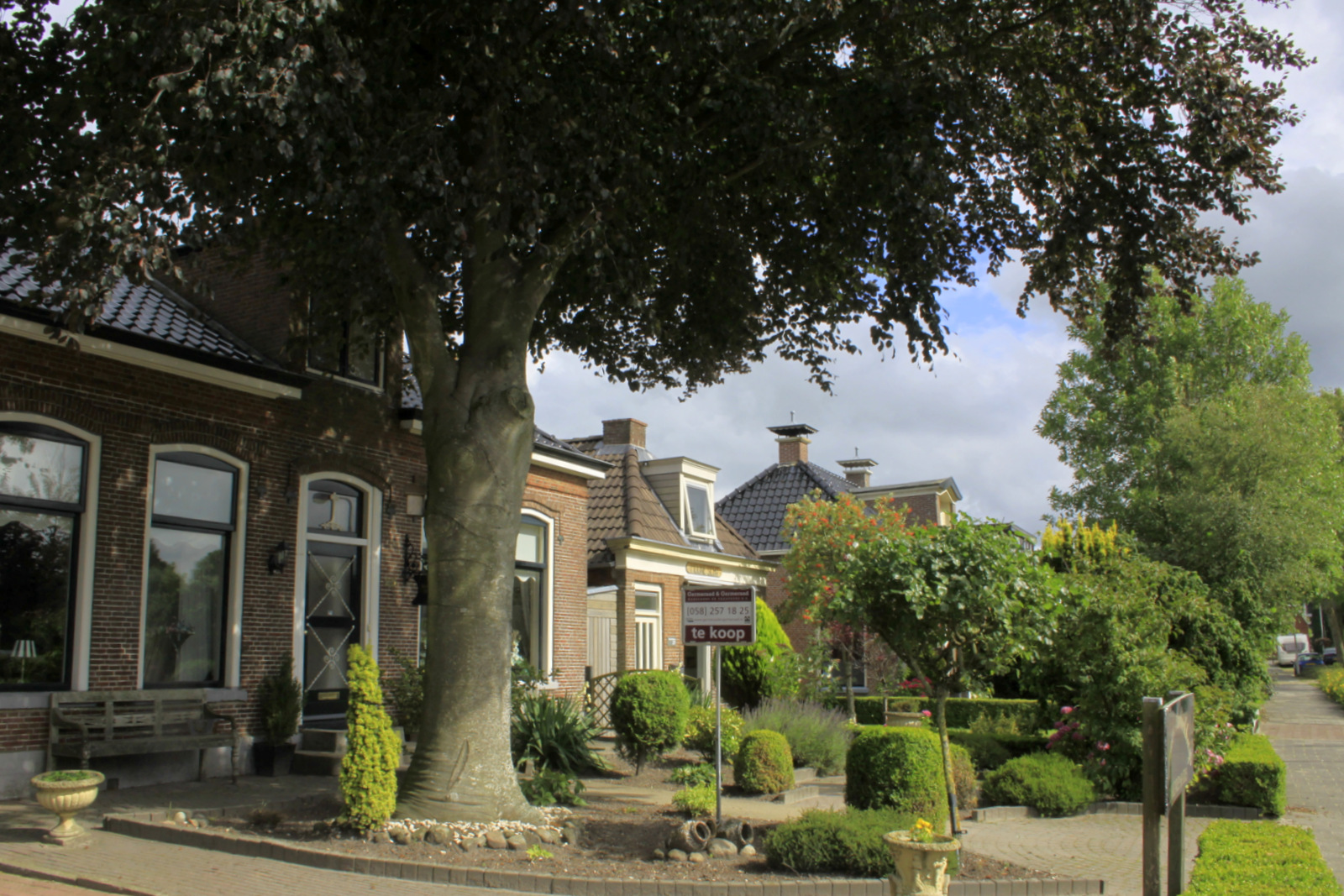
Сільська забудова